# José Ángel González Sainz
José Ángel González Sainz (Soria, 1956) è uno scrittore, traduttore e docente spagnolo.
Ha vinto il Premio Anagrama e il Premio de las Letras de Castilla y León. Vive a Trieste e insegna lingua e letteratura spagnola presso l'Università Ca' Foscari Venezia.

## La vita e l'opera

### Vita
Ha iniziato a studiare Ingegneria e Scienze Politiche a Barcellona, ma alla fine si è laureato in Filologia. 
Dal 1982 insegna lingua e letteratura spagnola a Venezia, dove ha vissuto, anche se attualmente risiede a Trieste.
Nel 1988 ha fondato la rivista culturale Archipiélago, che ha diretto fino al 2002. Collabora sporadicamente con riviste come El País, El Mundo, Letra Internacional.
Ha tradotto in spagnolo scrittori e intellettuali italiani come Emanuele Severino, Guido Ceronetti, Daniele Del Giudice, Giani Stuparich e il suo amico Claudio Magris.

### Letteratura
Nel 1989 ha pubblicato il libro di racconti Los Encuentros. In seguito, ha scritto Un mundo exasperado, che lo ha reso famoso e gli ha fatto vincere il Premio Herralde.
Nel 2003 ha scritto Volver al mundo, in cui descrive la generazione degli anni '70. Contemporaneamente ha pubblicato vari racconti in libri collettivi.
Nel 2010 è uscito Ojos que no ven, che tratta della pericolosità dei nazionalismo e del terrorismo basco.
Nel 2014, infine, ha pubblicato il libro di racconti El viento en las hojas, in cui affronta i grandi temi della condizione umana.
Tra gli autori che lo influenzano troviamo Faulkner, Melville, Proust, Cervantes, Machado e Juan Benet.

## Opere principali
- Porque nunca se sabe, Laia, 1985
- Los encuentros, Anagrama, 1989
- Un mundo exasperado, Anagrama, 1995
- Volver al mundo, Anagrama, 2003
- Ojos que no ven, Anagrama, 2010
- El viento en las hojas, Anagrama, 2014

| Controllo di autorità | VIAF (EN) 112620710 · ISNI (EN) 0000 0001 0936 6592 · SBN MILV236624 · LCCN (EN) n85148305 · GND (DE) 1047955784 · BNE (ES) XX1157734 (data) · BNF (FR) cb12056014m (data) · NSK (HR) 000689671 |